# Рясное (Донецкая область)
Рясное (укр. Рясне) — село на Украине, находится в Горловском городской совет Донецкой области. Находится под контролем самопровозглашённой Донецкой Народной Республики.

## География
С северной, восточной и южной стороны от населённого пункта протекает канал Северский Донец — ДОНБАСС.

#### Соседние населённые пункты по странам света
С, СВ: Корсунь
СЗ: Пантелеймоновка, Василевка, Лебяжье
З: —
В: Петровское, Шевченко
ЮЗ: Ясиновка
ЮВ: Путепровод
Ю: Криничная, город Донецк

## Население
Население по переписи 2001 года составляло 9 человек.

## Адрес местного совета
84694, Донецкая область, Горловский горсовет, пгт. Пантелеймоновка, ул.Сердюкова, 12, тел. 4-68-31. Телефонный код — 6242.